# Francesco Rismondo
Francesco Rismondo (Spalato, 15 aprile 1885 – Gorizia ?, 10 agosto 1915) è stato un patriota e militare italiano.

## Biografia

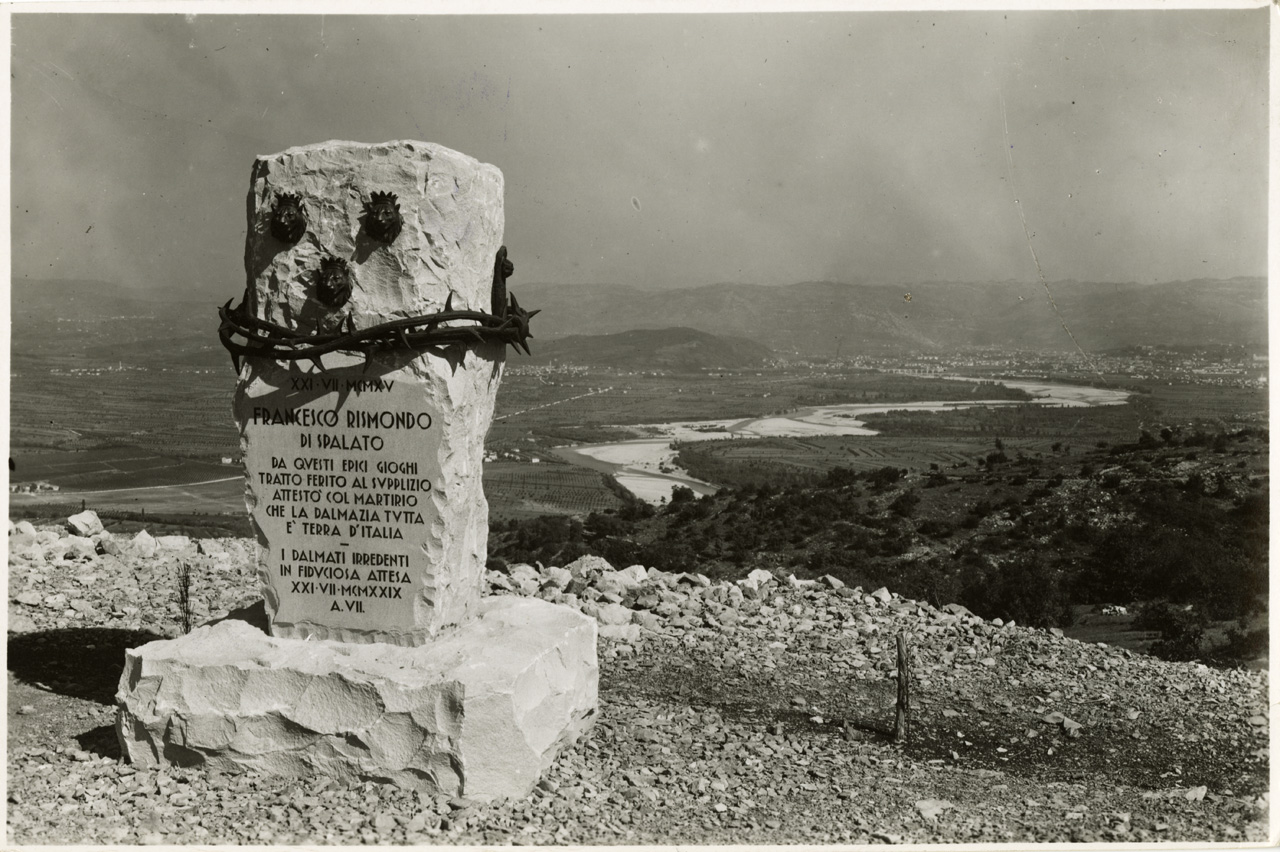
Cippo a Francesco Rismondo

Nacque nella Dalmazia allora austriaca da una famiglia molto benestante (il padre era armatore). Fin da giovane si dedicò all'attività sportiva intesa come unione di patriottismo e disciplina. Fu un appassionato di ciclismo e come tale divenne anche presidente del "Veloce Club" di Spalato. Il 29 giugno 1914 si trovava a Zara per prendere parte alla corsa ciclistica valevole per il campionato regionale della Dalmazia, quando, con un giorno di ritardo, giunse in città la notizia dell’assassinio dell’Arciduca Francesco Ferdinando e della moglie. La gara venne sospesa in segno di lutto, ma da quel momento iniziava per lui il cammino che lo avrebbe portato al martirio.  Dopo gli studi commerciali all'università di Graz fece pratica nel Regno Unito e resse l'agenzia della Società di Navigazione Dalmazia, di proprietà del padre.
Nel 1915, poche settimane prima dell'intervento italiano nella prima guerra mondiale, entrò con la giovane moglie sotto falso nome nel Regno d'Italia e il 16 giugno si arruolò come volontario nel Regio Esercito per combattere la guerra contro l'Austria-Ungheria. Inizialmente prescelto per un ufficio di interprete grazie alle sue conoscenze linguistiche, Rismondo insistette per essere assegnato al fronte e fu così che fu incorporato nell'8º battaglione ciclisti dell'VIII reggimento bersaglieri e inviato al fronte del Carso, dove si distinse sul Monte San Michele (21 luglio).
La sua fine è ancora poco chiara: dato per disperso dagli italiani, rimase probabilmente ferito nel corso di un combattimento nei pressi di Opacchiasella e cadde prigioniero dagli austriaci. Secondo alcune fonti sarebbe stato riconosciuto come disertore (tradito da una tabacchiera con dedica) e giustiziato sulla forca il 10 agosto dello stesso anno, probabilmente a Gorizia; secondo altre, avrebbe tentato la fuga con altri prigionieri, nel corso di un attacco italiano e sarebbe per questo stato ucciso dalle guardie ad Abbazia. Il suo corpo non fu comunque mai trovato, né uno scritto comprovante l'eventuale sentenza capitale. La notizia della sua morte venne pubblicata da L'Illustrazione Italiana del 13 agosto 1916. D'Annunzio lo definì l'Assunto di Dalmazia.
Ad ogni modo nel primo dopoguerra prevalse l'ipotesi del martirio sulla forca, che valse a Francesco Rismondo la concessione nel 1952 della Medaglia d'oro al valor militare alla memoria commutando la già concessa medaglia d'argento il 13 febbraio 1916 con decreto Luogotenenziale.